# Вальтгер Дорнбергский

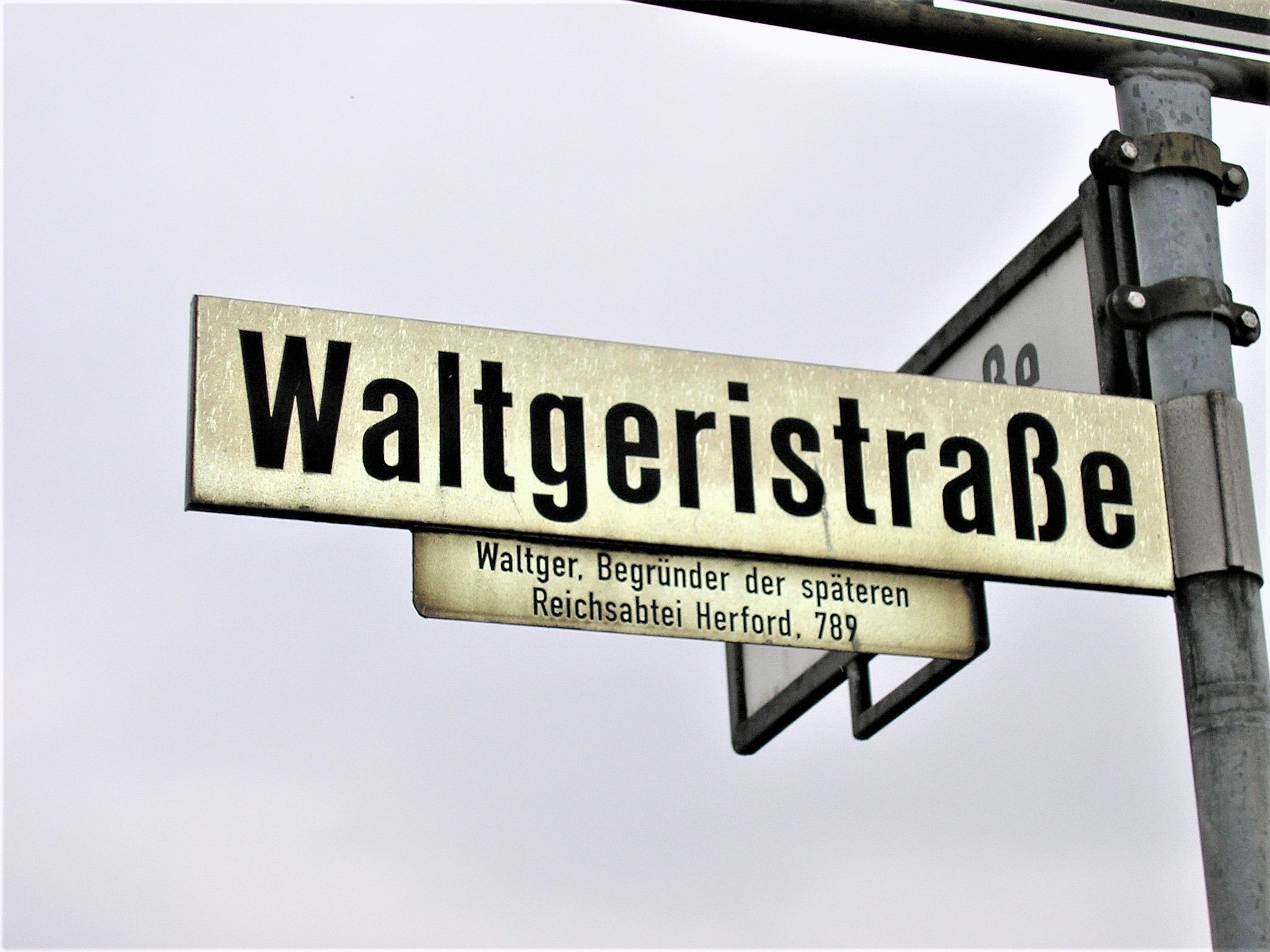
Улица Вальтгера в Херфорде

Вальтгер Дорнбергский (нем. Waltger von Dornberg, Wolderus, Walter; VIII век, Кирхдорнберг — IX век, Херфорд, Германия), — блаженный католической церкви.
Блаженный Вальтгер считается одним из основателей женского имперского монастыря в Херфорде (789 год). Он является также основателем города Херфорд в Вестфалии. На изображениях облачён в графские одежды, держащим в руках модель церкви. Другими атрибутами Вальтгера могут быть колосья, гроздь винограда или птица, приносящая святому рыбу.

## Жизнеописание
Долгое время образ блаженного Вальтгера считался вымышленным, но церковно-археологические изыскания в Мюдехорсте подтвердили информацию, написанную в житии Вальтгера.
Предание свидетельствует о знатном саксонском происхождении святого. Его семейство находилось в хороших отношениях с двором каролингов, возможно, даже в родственных. По материнской линии Вальтгеру принадлежали земли вокруг Кирхендорнберга, ставшие впоследствии местом основания монастыря Херфорд. Первоначально Вальтгер попытался основать женский штифт в Мюдехорсте, но затем был вынужден перенести его к месту слияния рек Верре и Аа, где пересекались торговые пути. Здесь со временем вырос крупный женский штифт, нашедший поддержку у имперских властей и ставший впоследствии имперским христианским аббатством.
Житие блаженного Вальтгера свидетельствует о том, что ему удалось приобрести для монастыря мощи английского святого Освальда.
Считается, что Вальтгер был похоронен на месте современной часовни Вольдера (Wolderuskapelle), рядом с собором свв. Марии и Пусинны. Неоднократные чудеса, совершавшиеся на этом месте, побудили аббатису Свенехильду начать в 1051 году раскопки. Мощи, обретенные в алтарной части, были признаны падерборнским епископом Имадом мощами Вальтгера. История не сохранила сведений об особом почитании блаженного Вальтгера в Херфорде. В период реформации мощи были утеряны.
Кроме часовни Вольдера (вариация имени Вальтгера), в его честь в Херфорде названа улица (Waltgeristrasse). День памяти — 16 ноября.